# Senna Comasco
Senna Comasco (lombardul: Alzenaa) település Olaszországban, Lombardia régióban, Como megyében. Lakosainak száma 3138 fő (2023. január 1.). Senna Comasco Cantù, Capiago Intimiano, Como, Cucciago és Casnate con Bernate községekkel határos.

## Népesség
A település lakossága az elmúlt években az alábbi módon változott:
| Lakosok száma | 3203 | 3184 | 3138 |
|               | 2017 | 2018 | 2023 |